# Manangi, Tumkur
Manangi là một làng thuộc tehsil Tumkur, huyện Tumkur, bang Karnataka, Ấn Độ.